# 왼손잡이 (패닉의 노래)
〈왼손잡이〉는 패닉이 1995년 발표한 1집 앨범의 수록곡이다. 주로 소외당한 사회적 약자 및 성소수자를 '왼손잡이'라는 소재에 빗대 표현한 노래이다. 발표한 당시 파격적인 시도로 큰 화제를 불러일으키기도 했으며 이후 《불후의 명곡 - 전설을 노래하다》에서 샤이니의 보컬이자 멤버인 종현이 리메이크한 버전을 불렀고 《나는 가수다》에서는 자우림이 리메이크한 바 있다.
참고로, 1집에 수록되어있는 버전은 어쿠스틱 기타가 주를 이룬 버전이며 뮤직비디오 버전은 얼터너티브 록 성향의 편곡된 버전이다.